# 井干式结构

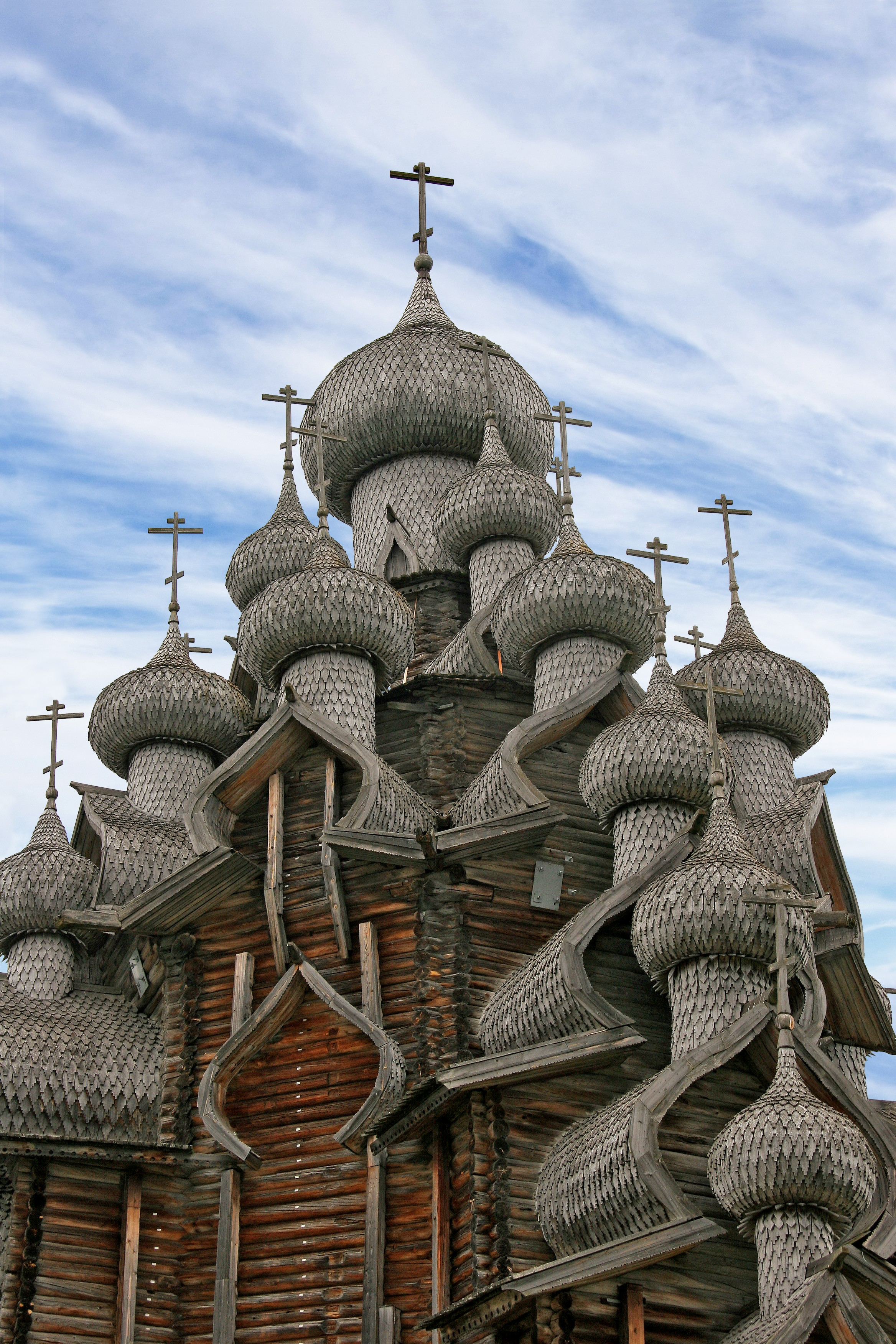
俄聯邦卡累利阿共和國基日島基日顯聖容敎堂。

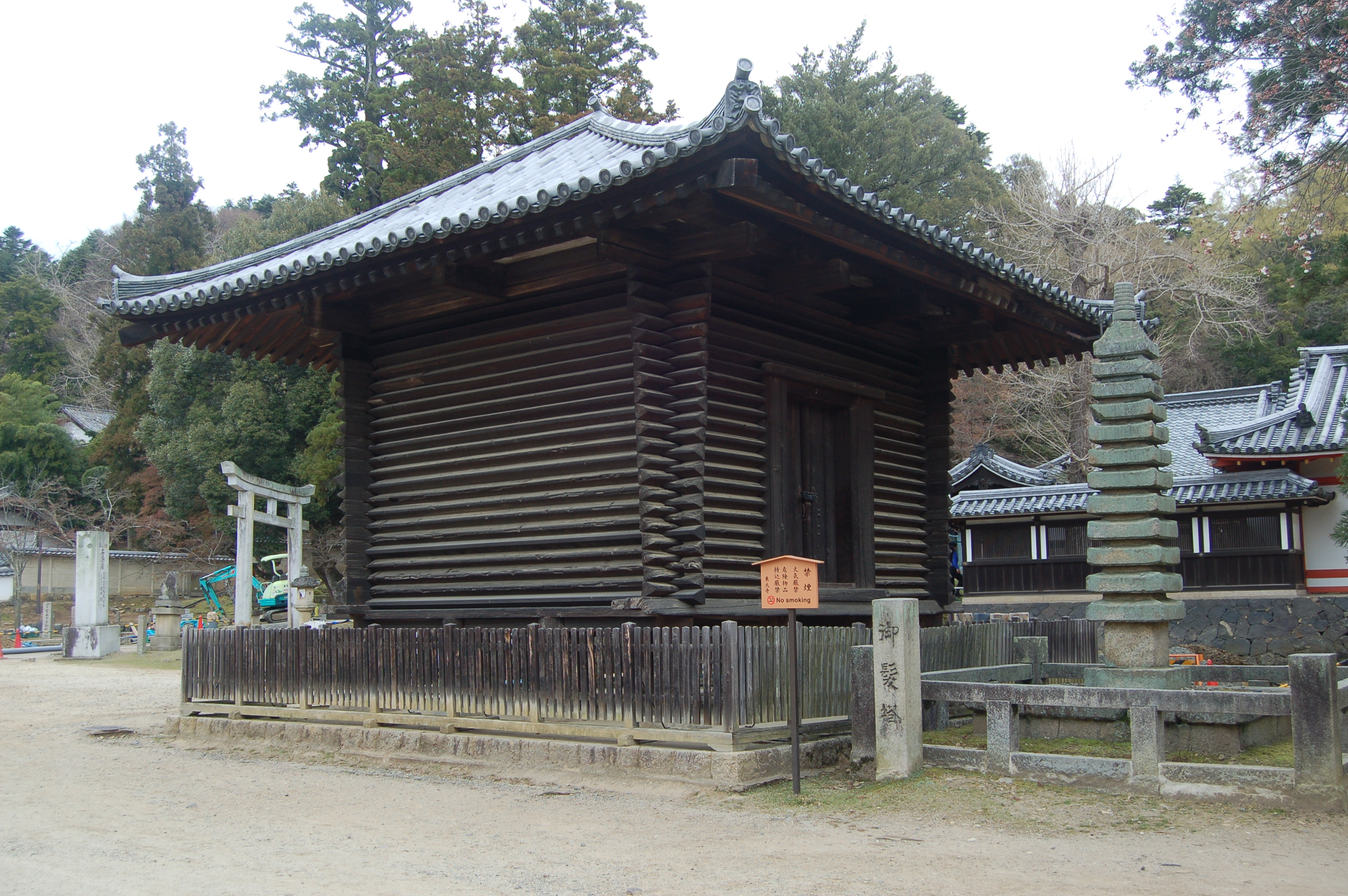
日本仍然將井幹式建築與東亞傳統的大屋頂結合起來，稱爲“校倉造”。

井幹式结构简称井幹式，又稱校倉造，是中国传统木结构建筑的一种常见的建筑结构。
其特点是建筑结构完全由木条十字交叉叠积，用材之间由半刻榫卯相合，形成“井”字平面。

## 历史
中国上古时期产生于中国中原地区。古籍文献《淮南子》中记载，「延樓棧道，雞棲井幹」，记述了井幹式结构。
据出土文物显示，该结构最早见于商朝墓葬群的墓椁当中。
汉代依然保存这种建筑结构。例如云南晋宁石寨山古墓群出土的井干式望楼铜器。